# ماريانو إس. أوتيرو
ماريانو إس. أوتيرو (بالإنجليزية: Mariano S. Otero)‏ هو قاضي وسياسي أمريكي، ولد في 29 أغسطس 1844 في بيرالتا في الولايات المتحدة، وتوفي في 1 فبراير 1904 في ألباكركي في الولايات المتحدة. حزبياً، نشط في الحزب الجمهوري.